# 豎刁
豎刁（？—前642年），或作豎刀、竖貂，春秋時齊國宦官，負責掌管內侍及女宮的戒令，是中国历史上最早有名字記載的宦官。

## 生平
豎刁從小在宮中服侍齊桓公，但因到了青春期必須離宮，他為了繼續留宮，自行閹割，以表示對齊桓公的忠心。管仲曾經勸告齊桓公，這種不愛自己身體的人亦不會愛自己的君主，齊桓公因此將豎刁趕出宮三年，但最終齊桓公沒有聽管仲遺言，親信易牙、豎刁。桓公病危時，豎刁作亂，豎刁堵塞宮門，禁絕外人進入，結果把齊桓公活活餓死，桓公已死六十七天，寢室蛆蟲遍地，屍臭薰天，方才下葬。
桓公有六子，公子無詭繼位，公子昭逃走，豎刁帶人守住了正殿，與諸公子對峙，宮中成了劍拔弩張的戰場。
公子昭逃到宋國，在宋襄公的支持下，無詭元年（前642年），宋兵壓齊都，掌兵權的易牙帶兵迎敵，高虎等老臣守城，老臣高虎乘易牙統兵出城，請豎刁進宮議事，豎刁不疑有詐，被埋伏的武士殺死，迎公子昭回宮，無詭被殺，易牙逃亡魯國。